# Onithochiton discrepans
Onithochiton discrepans is een keverslakkensoort uit de familie van de Chitonidae. De wetenschappelijke naam van de soort is voor het eerst geldig gepubliceerd in 1912 door Hedley & Hull.